# Ramphomicron
A Ramphomicron  a madarak osztályának sarlósfecske-alakúak (Apodiformes)  rendjébe és a kolibrifélék (Trochilidae) családjába tartozó nem.

## Rendszerezés
A nembe az alábbi 2 faj tartozik:
- feketecsőrű tüskecsőrű-kolibri (Ramphomicron dorsale)
- piroscsőrű tüskecsőrű-kolibri (Ramphomicron microrhynchum)